# Чемпионат СССР по водному поло 1984/1985
XLV чемпионат СССР по водному поло (XLI чемпионат для клубных команд) проходил с 21 декабря 1984 года по 14 ноября 1985 года. Победителем турнира стала команда «Динамо» (Москва).

## Общая информация
В чемпионате высшей лиги участвовали 12 команд. На предварительном этапе они сыграли в два круга, после чего разделились на две шестёрки, в рамках которых провели финальные турниры в один круг с учётом всех результатов предварительной стадии. При равенстве очков у двух команд их места распределялись по результатам личных встреч.
В декабре 1984 года московское «Динамо» стало победителем Кубка обладателей кубков и Суперкубка Европы. Во время небольшой паузы между еврокубками и чемпионатом страны к команде присоединилась группа опытных игроков: из алма-атинского «Динамо» перешёл Нурлан Мендыгалиев, из московского «Торпедо» — Майт Рийсман, а из ташкентского «Мехната» — Олег Пузанков и Сергей Воронин. Со старта чемпионата СССР динамовцы под руководством Гиви Чикваная вышли в лидеры, весь сезон демонстрировали полное превосходство над соперниками и стали недосягаемы для них уже после предварительного этапа, за пять туров до конца чемпионата. Таким образом, в финальном турнире решалась только судьба серебряных и бронзовых медалей. ЦСК ВМФ и «Динамо» из Алма-Аты набрали одинаковое количество очков, но за счёт преимущества по очным встречам моряки заняли второе место, а ватерполисты из столицы Казахстана — третье. МГУ оказался единственной командой, не потерпевшей ни одного поражения от столичных динамовцев, однако в призёры не попал.
Аутсайдер, как и чемпион, определился досрочно, ещё до начала финального турнира. «Мехнат», не набравший ни одного очка, потерял прописку в высшей лиге и в следующем сезоне его заменил победитель первой лиги — московское «Торпедо».

## Предварительные игры

### Турнирная таблица
|                           | 1          | 2         | 3          | 4          | 5           | 6          | 7         | 8         | 9           | 10        | 11         | 12         | И  | В  | Н | П  | М       | О  |
| ------------------------- | ---------- | --------- | ---------- | ---------- | ----------- | ---------- | --------- | --------- | ----------- | --------- | ---------- | ---------- | -- | -- | - | -- | ------- | -- |
| 1. «Динамо» (Москва)      |            | 8:6 8:7   | 12:11 6:5  | 6:6 10:10  | 15:11 15:9  | 9:4 9:8    | 7:2 15:6  | 12:5 8:7  | 11:7 10:7   | 15:7 10:8 | 17:9 11:7  | 17:9 12:6  | 22 | 20 | 2 | 0  | 243:157 | 42 |
| 2. «Динамо» (Алма-Ата)    | 6:8 7:8    |           | 11:6 7:8   | 8:9 8:7    | 9:9         | 8:8 7:7    | 8:7 7:6   | 8:8 9:6   | 7:6 9:8     | 8:5 10:5  | 13:8 13:7  | 12:8 19:6  | 22 | 13 | 5 | 4  | 203:159 | 31 |
| 3. ЦСК ВМФ (Москва)       | 11:12 5:6  | 6:11 8:7  |            | 9:9 11:10  | 20:9 10:11  | 6:6 5:7    | 9:8 8:5   | 7:11 12:2 | 9:8 9:6     | 11:9 8:6  | 13:9 10:4  | 13:6 13:7  | 22 | 14 | 2 | 6  | 213:169 | 30 |
| 4. МГУ (Москва)           | 6:6 10:10  | 9:8 7:8   | 9:9 10:11  |            | 8:7 9:7     | 9:6 11:7   | 5:8 11:8  | 5:8 8:4   | 5:6 9:5     | 7:8 7:7   | 11:5 8:7   | 19:11 13:2 | 22 | 12 | 4 | 6  | 196:158 | 28 |
| 5. ККФ (Баку)             | 11:15 9:15 | 9:9       | 9:20 11:10 | 7:8 7:9    |             | 11:11 7:9  | 10:8 9:10 | 8:9 10:6  | 15:10 12:11 | 13:10 6:5 | 8:7 9:6    | 10:8 14:7  | 22 | 11 | 3 | 8  | 214:212 | 25 |
| 6. «Динамо» (Тбилиси)     | 4:9 8:9    | 8:8 7:7   | 6:6 7:5    | 6:9 7:11   | 11:11 9:7   |            | 7:5 9:9   | 5:4 3:7   | 4:6 6:6     | 9:9 7:8   | 8:5 5:4    | 14:8 17:12 | 22 | 8  | 7 | 7  | 167:165 | 23 |
| 7. «Динамо» (Киев)        | 2:7 6:15   | 7:8 6:7   | 8:9 5:8    | 8:5 8:11   | 8:10 10:9   | 5:7 9:9    |           | 5:6 8:6   | 7:6 8:6     | 6:5 7:5   | 4:6 12:7   | 13:6 11:5  | 22 | 10 | 1 | 11 | 163:163 | 21 |
| 8. «Москвич» (Москва)     | 5:12 7:8   | 8:8 6:9   | 11:7 2:12  | 8:5 4:8    | 9:8 6:10    | 4:5 7:3    | 6:5 6:8   |           | 6:9 9:8     | 5:5 6:6   | 6:9 8:7    | 14:5 14:7  | 22 | 9  | 3 | 10 | 157:164 | 21 |
| 9. «Динамо» (Львов)       | 7:11 7:10  | 6:7 8:9   | 8:9 6:9    | 6:5 5:9    | 10:15 11:12 | 6:4 6:6    | 6:7 6:8   | 9:6 8:9   |             | 5:7 10:9  | 13:10 10:7 | 16:11 11:8 | 22 | 8  | 1 | 13 | 180:188 | 17 |
| 10. «Балтика» (Ленинград) | 7:15 8:10  | 5:8 5:10  | 9:11 6:8   | 8:7 7:7    | 10:13 5:6   | 9:9 8:7    | 5:6 5:7   | 5:5 6:6   | 7:5 9:10    |           | 13:6 6:7   | 16:6 8:6   | 22 | 6  | 4 | 12 | 167:175 | 16 |
| 11. «Локомотив» (Харьков) | 9:17 7:11  | 8:13 7:13 | 9:13 4:10  | 5:11 7:8   | 7:8 6:9     | 5:8 4:5    | 6:4 7:12  | 9:6 7:8   | 10:13 7:10  | 6:13 7:6  |            | 7:6 9:5    | 22 | 5  | 0 | 17 | 153:209 | 10 |
| 12. «Мехнат» (Ташкент)    | 9:17 6:12  | 8:12 6:19 | 6:13 7:13  | 11:19 2:13 | 8:10 7:14   | 8:14 12:17 | 6:13 5:11 | 5:14 7:14 | 11:16 8:11  | 6:16 6:8  | 6:7 5:9    |            | 22 | 0  | 0 | 22 | 155:292 | 0  |

### Матчи
Москва, бассейн спорткомплекса «Олимпийский»
1-й тур. 21 декабря
- МГУ — ККФ — 8:7
- «Динамо» М — ЦСК ВМФ — 12:11
- «Локомотив» — «Москвич» — 9:6

2-й тур. 22 декабря
- «Москвич» — МГУ — 8:5
- ЦСК ВМФ — ККФ — 20:9
- «Динамо» М — «Локомотив» — 17:9

3-й тур. 23 декабря
- «Москвич» — ККФ — 9:8
- ЦСК ВМФ — «Локомотив» — 13:9
- «Динамо» М — МГУ — 6:6

4-й тур. 24 декабря
- «Москвич» — ЦСК ВМФ — 11:7
- МГУ — «Локомотив» — 11:5
- «Динамо» М — ККФ — 15:11

5-й тур. 25 декабря
- ККФ — «Локомотив» — 8:7
- «Динамо» М — «Москвич» — 12:5
- ЦСК ВМФ — МГУ — 9:9

Ленинград, бассейн «Спартак»
1-й тур. 21 декабря
- «Динамо» Лв — «Мехнат» — 16:11
- «Динамо» Тб — «Динамо» К — 7:5
- «Динамо» А-А — «Балтика» — 8:5

2-й тур. 22 декабря
- «Динамо» Тб — «Динамо» А-А — 8:8
- «Динамо» К — «Мехнат» — 13:6
- «Балтика» — «Динамо» Лв — 7:5

3-й тур. 23 декабря
- «Динамо» А-А — «Динамо» К — 8:7
- «Динамо» Лв — «Динамо» Тб — 6:4
- «Балтика» — «Мехнат» — 16:6

4-й тур. 24 декабря
- «Динамо» А-А — «Динамо» Лв — 7:6
- «Динамо» Тб — «Мехнат» — 14:8
- «Динамо» К — «Балтика» — 6:5

5-й тур. 25 декабря
- «Динамо» А-А — «Мехнат» — 12:8
- «Балтика» — «Динамо» Тб — 9:9
- «Динамо» К — «Динамо» Лв — 7:6

Тбилиси, республиканский бассейн
6-й тур. 11 января
- «Динамо» К — МГУ — 8:5
- «Динамо» Тб — «Москвич» — 5:4
- «Локомотив» — «Мехнат» — 7:6

7-й тур. 12 января
- «Москвич» — «Динамо» К — 6:5
- МГУ — «Мехнат» — 19:11
- «Динамо» Тб — «Локомотив» — 8:5

8-й тур. 13 января
- МГУ — «Динамо» Тб — 9:6
- «Локомотив» — «Динамо» К — 6:4
- «Москвич» — «Мехнат» — 14:5

Баку, бассейн бакинского гарнизона
6-й тур. 11 января
- ЦСК ВМФ — «Динамо» Лв — 9:8
- «Динамо» М — «Балтика» — 15:7
- «Динамо» А-А — ККФ — 9:9

7-й тур. 12 января
- «Динамо» М — «Динамо» А-А — 8:6
- ЦСК ВМФ — «Балтика» — 11:9
- ККФ — «Динамо» Лв — 15:10

8-й тур. 13 января
- «Динамо» А-А — ЦСК ВМФ — 11:6
- ККФ — «Балтика» — 13:10
- «Динамо» М — «Динамо» Лв — 11:7

Алма-Ата, бассейн «Динамо»
9-й тур. 25 января
- «Динамо» Лв — «Локомотив» — 13:10
- «Москвич» — «Балтика» — 5:5
- МГУ — «Динамо» А-А — 9:8

10-й тур. 26 января
- «Балтика» — «Локомотив» — 13:6
- «Динамо» Лв — МГУ — 6:5
- «Динамо» А-А — «Москвич» — 8:8

11-й тур. 27 января
- «Динамо» А-А — «Локомотив» — 13:8
- «Балтика» — МГУ — 8:7
- «Динамо» Лв — «Москвич» — 9:6

Ташкент, Дворец водного спорта имени В. Митрофанова
9-й тур. 25 января
- «Динамо» М — «Динамо» Тб — 9:4
- ККФ — «Динамо» К — 9:8
- ЦСК ВМФ — «Мехнат» — 13:6[4]

10-й тур. 26 января
- «Динамо» М — «Динамо» К — 7:2
- «Динамо» Тб — ЦСК ВМФ — 6:6
- ККФ — «Мехнат» — 10:8

11-й тур. 27 января
- «Динамо» Тб — ККФ — 11:11
- ЦСК ВМФ — «Динамо» К — 9:8
- «Динамо» М — «Мехнат» — 17:9

Киев, бассейн спорткомплекса КПИ
12-й тур. 6 февраля
- МГУ — «Москвич» — 8:4
- «Динамо» М — «Динамо» Лв — 10:7
- «Динамо» К — «Локомотив» — 12:7

13-й тур. 7 февраля
- МГУ — «Динамо» М — 10:10
- «Динамо» Лв — «Локомотив» — 10:7
- «Динамо» К — «Москвич» — 8:6

14-й тур. 8 февраля
- «Динамо» М — «Москвич» — 8:7
- МГУ — «Локомотив» — 8:7
- «Динамо» К — «Динамо» Лв — 8:6

15-й тур. 9 февраля
- «Москвич» — «Динамо» Лв — 9:8
- «Динамо» М — «Локомотив» — 11:7
- МГУ — «Динамо» К — 11:8

16-й тур. 10 февраля
- МГУ — «Динамо» Лв — 9:5
- «Москвич» — «Локомотив» — 8:7
- «Динамо» М — «Динамо» К — 15:6

Тбилиси, республиканский бассейн
12-й тур. 6 февраля
- ЦСК ВМФ — «Динамо» А-А — 8:7
- ККФ — «Балтика» — 6:5
- «Динамо» Тб — «Мехнат» — 17:12

13-й тур. 7 февраля
- «Балтика» — «Мехнат» — 8:6
- «Динамо» А-А — ККФ — 9:9
- «Динамо» Тб — ЦСК ВМФ — 7:5

14-й тур. 8 февраля
- ККФ — ЦСК ВМФ — 11:10
- «Динамо» А-А — «Мехнат» — 19:6
- «Балтика» — «Динамо» Тб — 8:7

15-й тур. 9 февраля
- «Динамо» А-А — «Балтика» — 10:5
- ЦСК ВМФ — «Мехнат» — 13:7
- «Динамо» Тб — ККФ — 9:7

16-й тур. 10 февраля
- ЦСК ВМФ — «Балтика» — 8:6
- ККФ — «Мехнат» — 14:7
- «Динамо» Тб — «Динамо» А-А — 7:7

Алма-Ата, бассейн «Динамо»
17-й тур. 15 марта
- «Динамо» К — «Балтика» — 7:5
- МГУ — ККФ — 9:7
- «Динамо» А-А — «Москвич» — 9:6

18-й тур. 16 марта
- ККФ — «Москвич» — 10:6
- «Балтика» — МГУ — 7:7
- «Динамо» А-А — «Динамо» К — 7:6

19-й тур. 17 марта
- «Москвич» — «Балтика» — 6:6
- «Динамо» К — ККФ — 10:9
- «Динамо» А-А — МГУ — 8:7

Ташкент, Дворец водного спорта имени В. Митрофанова
17-й тур. 15 марта
- «Динамо» Тб — «Локомотив» — 5:4
- «Динамо» М — ЦСК ВМФ — 6:5
- «Динамо» Лв — «Мехнат» — 11:8

18-й тур. 16 марта
- «Динамо» Лв — «Динамо» Тб — 6:6
- ЦСК ВМФ — «Локомотив» — 10:4
- «Динамо» М — «Мехнат» — 12:6

19-й тур. 17 марта
- ЦСК ВМФ — «Динамо» Лв — 9:6
- «Динамо» М — «Динамо» Тб — 9:8
- «Локомотив» — «Мехнат» — 9:5

Киев, бассейн спорткомплекса КПИ
20-й тур. 25 октября
- МГУ — «Мехнат» — 13:2
- ЦСК ВМФ — «Москвич» — 12:2
- «Динамо» Тб — «Динамо» К — 9:9

21-й тур. 26 октября
- «Москвич» — «Мехнат» — 14:7
- МГУ — «Динамо» Тб — 11:7
- ЦСК ВМФ — «Динамо» К — 8:5

22-й тур. 27 октября
- ЦСК ВМФ — МГУ — 11:10
- «Динамо» К — «Мехнат» — 11:5[5]
- «Москвич» — «Динамо» Тб — 7:3

Баку, бассейн бакинского гарнизона
20-й тур. 25 октября
- «Динамо» М — «Динамо» А-А — 8:7
- «Локомотив» — «Балтика» — 7:6
- ККФ — «Динамо» Лв — 12:11

21-й тур. 26 октября
- «Динамо» М — ККФ — 15:9
- «Динамо» А-А — «Локомотив» — 13:7
- «Динамо» Лв — «Балтика» — 10:9

22-й тур. 27 октября
- «Динамо» М — «Балтика» — 10:8
- «Динамо» А-А — «Динамо» Лв — 9:8
- ККФ — «Локомотив» — 9:6

## Финал за 1—6-е места
Матчи прошли в Москве в бассейне спорткомплекса «Олимпийский».

### Турнирная таблица
|                        | 1     | 2     | 3     | 4    | 5     | 6    | И  | В  | Н | П  | М       | О  |
| ---------------------- | ----- | ----- | ----- | ---- | ----- | ---- | -- | -- | - | -- | ------- | -- |
| 1. «Динамо» (Москва)   |       | 7:8   | 13:16 | 8:9  | 17:15 | 13:8 | 27 | 22 | 2 | 3  | 301:213 | 46 |
| 2. ЦСК ВМФ (Москва)    | 8:7   |       | 10:9  | 5:10 | 11:10 | 7:4  | 27 | 18 | 2 | 7  | 254:209 | 38 |
| 3. «Динамо» (Алма-Ата) | 16:13 | 9:10  |       | 6:6  | 14:11 | 10:9 | 27 | 16 | 6 | 5  | 258:208 | 38 |
| 4. МГУ (Москва)        | 9:8   | 10:5  | 6:6   |      | 8:8   | 12:6 | 27 | 15 | 6 | 6  | 241:191 | 36 |
| 5. ККФ (Баку)          | 15:17 | 10:11 | 11:14 | 8:8  |       | 11:9 | 27 | 12 | 4 | 11 | 269:271 | 28 |
| 6. «Динамо» (Тбилиси)  | 8:13  | 4:7   | 9:10  | 6:12 | 9:11  |      | 27 | 8  | 7 | 12 | 203:218 | 23 |

### Матчи
23-й тур. 10 ноября
- «Динамо» М — ККФ — 17:15
- МГУ — «Динамо» Тб — 12:6
- ЦСК ВМФ — «Динамо» А-А — 10:9

24-й тур. 11 ноября
- «Динамо» А-А — «Динамо» Тб — 10:9
- МГУ — «Динамо» М — 9:8
- ЦСК ВМФ — ККФ — 11:10

25-й тур. 12 ноября
- ЦСК ВМФ — «Динамо» М — 8:7
- «Динамо» А-А — МГУ — 6:6
- ККФ — «Динамо» Тб — 11:9

26-й тур. 13 ноября
- МГУ — ЦСК ВМФ — 10:5
- «Динамо» А-А — ККФ — 14:11
- «Динамо» М — «Динамо» Тб — 13:8

27-й тур. 14 ноября
- «Динамо» А-А — «Динамо» М — 16:13
- ЦСК ВМФ — «Динамо» Тб — 7:4
- ККФ — МГУ — 8:8

## Финал за 7—12-е места
Матчи прошли в Харькове в бассейне Южной железной дороги.

### Турнирная таблица
|                           | 7    | 8    | 9    | 10  | 11   | 12   | И  | В  | Н | П  | М       | О  |
| ------------------------- | ---- | ---- | ---- | --- | ---- | ---- | -- | -- | - | -- | ------- | -- |
| 7. «Динамо» (Киев)        |      | 8:8  | 9:10 | 7:7 | 8:6  | 11:5 | 27 | 12 | 3 | 12 | 206:199 | 27 |
| 8. «Москвич» (Москва)     | 8:8  |      | 5:5  | 7:8 | 10:8 | 9:7  | 27 | 11 | 5 | 11 | 196:200 | 27 |
| 9. «Динамо» (Львов)       | 10:9 | 5:5  |      | 7:8 | 10:8 | 11:8 | 27 | 11 | 2 | 14 | 223:226 | 24 |
| 10. «Локомотив» (Харьков) | 7:7  | 8:7  | 8:7  |     | 9:8  | 6:4  | 27 | 9  | 1 | 17 | 191:242 | 19 |
| 11. «Балтика» (Ленинград) | 6:8  | 8:10 | 8:10 | 8:9 |      | 9:8  | 27 | 7  | 4 | 16 | 206:220 | 18 |
| 12. «Мехнат» (Ташкент)    | 5:11 | 7:9  | 8:11 | 4:6 | 8:9  |      | 27 | 0  | 0 | 27 | 187:338 | 0  |

### Матчи
23-й тур. 10 ноября
- «Динамо» Лв — «Москвич» — 5:5
- «Локомотив» — «Балтика» — 9:8
- «Динамо» К — «Мехнат» — 11:5

24-й тур. 11 ноября
- «Локомотив» — «Динамо» Лв — 8:7
- «Динамо» К — «Москвич» — 8:8
- «Балтика» — «Мехнат» — 9:8

25-й тур. 12 ноября
- «Динамо» Лв — «Мехнат» — 11:8
- «Динамо» К — «Балтика» — 8:6
- «Локомотив» — «Москвич» — 8:7

26-й тур. 13 ноября
- «Локомотив» — «Мехнат» — 6:4
- «Динамо» Лв — «Динамо» К — 10:9
- «Москвич» — «Балтика» — 10:8

27-й тур. 14 ноября
- «Динамо» К — «Локомотив» — 7:7
- «Москвич» — «Мехнат» — 9:7
- «Динамо» Лв — «Балтика» — 10:8

## Призёры
«Динамо» (Москва): Дмитрий Апанасенко, Алексей Вдовин, Сергей Воронин, Евгений Гришин, Михаил Иванов, Нурлан Мендыгалиев, Георгий Мшвениерадзе, Сергей Никифоров, Олег Пузанков, Майт Рийсман, Алексей Шабалкин, Дмитрий Щедеркин, Владимир Ячменёв. Тренер — Гиви Чикваная.
 ЦСК ВМФ: Александр Бойко, Сергей Бычков, Александр Галкин, Дмитрий Горшков, И. Засимов, Александр Клеймёнов, Сергей Маркоч, Вячеслав Оботков, Александр Огородников, Андрей Семёнов, Вячеслав Собченко, Александр Третьяков. Тренер — Александр Шидловский.
 «Динамо» (Алма-Ата): Ерлан Аяпбергенов, Игорь Баюнов, Павел Волков, П. Гончаров, Сергей Котенко, Николай Лошкин, Валерий Машин, Аскар Оразалинов, Александр Полухин, Сергей Севостьянов, Сергей Щербаков. Тренер — Станислав Пивоваров.